# 嚴云農
嚴云農（英語：Matthew Yen，1975年—），台灣作詞人、作家、唱片企劃，畢業於國立政治大學地政學系。2008年憑藉電影〈海角七號〉主題曲《國境之南》獲得金馬獎最佳原創電影歌曲獎。2013年為蔡依林填詞的《大藝術家》則獲得第24屆金曲獎最佳年度歌曲獎。

## 生平
嚴云農發表的第一首主打歌曲為陳曉東《風一樣的男子》。曾任福茂唱片、有魚音樂之唱片企畫，第一張參與企劃的專輯為范瑋琪《范范的世界》。參與企劃的專輯包括范瑋琪的《范范的世界》和《太陽》、徐婕兒的《愛之初》、周蕙的《蕙兒絕版》、蘇永康的《So Fresh》、阿爆&Brandy的《首張創作專輯》以及Sweety的《嗨！Sweety》等。他也曾為戴愛玲、鍾漢良、F.I.R. 飛兒樂團等歌手擔任專輯歌詞統籌。
2003至2004年間，嚴云農完成了三部電視劇劇本改編小說，分別為《雪天使》、《候鳥e人》及《升空高飛》。2004年相識魏德聖導演，瞭解他想拍《賽德克巴萊》的構想以後，嚴云農幫他寫了電影小說。但由於經費關係，魏德聖先拍攝了2008年上映的《海角七號》，而電影主題曲與插曲《國境之南》、《無樂不作》、《愛你愛到死》均為嚴云農之創作。在影視與舞台的其他音樂創作包括《KANO》的主題曲《勇者的浪漫》、2017年音樂電影《52赫茲，我愛你》製作及全劇17首歌詞、春河劇團《救救歡喜鴛鴦樓》、《好好愛我 青春追夢人 青春歌喉讚》舞台劇全劇歌詞等。

## 歌詞作品
部分作品
| 演唱人      | 歌曲名稱                                                                                              |
| 閻奕格      | 滿格                                                                                                  |
| 張若凡      | 是不是人                                                                                              |
| Roomie      | Happy Hour                                                                                            |
| 阿爆&Brandy | 城堡                                                                                                  |
| 何韻詩      | 拋磚引玉（國語版）                                                                                    |
| 孫燕姿      | 我要的幸福、學會、夢遊                                                                                |
| 蕭亞軒      | 豔遇、受夠了、愛情的微光                                                                              |
| 蔡依林      | 海洋之心、特務J、花蝴蝶、離人節、派大星、黑髮尤物、大藝術家、旅程、萬花瞳、美杜莎、紅衣女孩           |
| 張宇        | 變了                                                                                                  |
| 陳曉東      | 風一樣的男子                                                                                          |
| 孟庭葦      | 女兒賊                                                                                                |
| 郭靜        | 我不想忘記你                                                                                          |
| 徐若瑄      | 好眼淚壞眼淚、So So                                                                                   |
| 羅志祥      | 戀愛達人、好朋友、幸福不滅、第二順位、愛不單行、今天妳最漂亮、舞極限                                  |
| 張惠妹      | 發燒                                                                                                  |
| 庾澄慶      | 無盡透明的思念                                                                                        |
| 楊丞琳      | 乖不乖、左邊、芥末巧克力、狼來了、女孩們                                                              |
| 李聖傑      | 光年                                                                                                  |
| 張韶涵      | 復活節、樣子、永晝                                                                                    |
| 王心凌      | 愛的滑翔翼、睫毛彎彎、丟銅板、小星星、想你想你、陪我到以後、教海鷗飛行的貓                            |
| 李玟        | 第九夜                                                                                                |
| 信          | 我恨你、不能沒有你                                                                                    |
| 黃小琥      | 寫乎啥米人、老月光、不吠、說到做到、那些我愛的人                                                      |
| 飛輪海      | 寂寞暴走                                                                                              |
| 劉力揚      | 眼淚笑了                                                                                              |
| 劉畊宏      | 壞朋友                                                                                                |
| 梁詠琪      | 初心                                                                                                  |
| 許志安      | 情話太毒、男人世界                                                                                    |
| 鄭嘉嘉      | 最佳解答                                                                                              |
| 范逸臣      | 國境之南、無樂不作、最最愛                                                                            |
| 王詩安      | 我的我自己                                                                                            |
| 李佳薇      | 納愛來、你敢我就敢、飆                                                                                |
| 蘇永康      | 一人獨得、無可奉告                                                                                    |
| 嚴爵        | 吾在場證明、一直給                                                                                    |
| 蔣卓嘉      | 沒有之一、禁未來                                                                                      |
| A-Lin       | All In                                                                                                |
| 胡彥斌      | 戀人歌歌                                                                                              |
| EXO         | Lotto、Boomerang (愛迴旋)                                                                             |
| Energy      | 什麼態度                                                                                              |
| 側田        | 風從哪裡來                                                                                            |
| 孫盛希      | 分裂、原來你是這樣的人、Let It Roll                                                                   |
| WayV        | 理所當然(Regular)、噩夢(Come Back)、無翼而飛(Take Off)、天選之城(Moonwalk)、超時空 回(Turn Back Time) |
| 汪蘇瀧      | 娛樂世代                                                                                              |
| 陳立農      | 夏日滋味、Best造就王者                                                                                |
| 趙傳        | 未竟之地                                                                                              |
| 孟佳        | 她是誰、糖果                                                                                          |
| 周蕙        | 騙人，不！                                                                                            |
| 電影原聲帶  | 52Hz, I Love You                                                                                      |
| 戴愛玲      | 燒 |
| 黃綺珊      | 那時錯，這時對、思念一種愛                                                                            |
| 鄧典        | 弗洛伊德                                                                                              |
| 邱鋒澤      | 邊緣人格、孤島、人魚、AWAKENING                                                                       |
| 潘君崙      | 微笑殺手                                                                                              |
| 韋禮安      | 只用一次                                                                                              |
| 太妍        | 《Gran Saga：格蘭騎士團》遊戲中文主題曲「騎士時代」                                                   |
| 李彩華      | 我值不值得你喜歡                                                                                      |

## 文学作品
- 2008年發表短篇小說集《想你的離人節》（文經出版社）[7]
- 2009年發表長篇小說《愛無能，幸福不能》（文經出版社）[8]
- 2013年發表長篇小說《妹至帖》（聯合文學）[9]

## 獎項
| 年份 | 歌曲                           | 獎項                           | 獲獎/入圍 |
| 2008 | 《海角七號》主題曲《國境之南》 | 第45屆金馬獎最佳原創電影歌曲獎 | 獲獎      |
| 2009 | 《海角七號》主題曲《國境之南》 | 第20屆金曲獎最佳作詞人獎       | 提名      |
| 2013 | 蔡依林《大藝術家》             | 第24屆金曲獎最佳年度歌曲獎     | 獲獎      |
| 2019 | 孫盛希《LET IT ROLL》          | 第10屆金音獎最佳另類流行單曲獎 | 提名      |

## 外部連結
- 嚴云農的Facebook專頁
- 嚴云農的Instagram帳戶
- 嚴云農在互联网电影资料库（IMDb）上的資料（英文）